# پی‌پر (مجله)
پی‌پر (انگلیسی: Paper) یک مجله مستقل انگلیسی زبان است که در نیویورک قرار دارد. این مجله در سال ۱۹۸۴ تأسیس شد و در زمینه مد، موسیقی، فیلم، فرهنگ و هنر تمرکز دارد.